# رابرت ملویل (طراح خودرو)
رابرت ملویل (به انگلیسی: Robert Melville) یک طراح خودروی بریتانیایی است که هم‌اکنون در سمت مدیریت بخش طراحی در شرکت مک‌لارن مشغول به کار است. او فعالیت خود به عنوان طراح خودرو را در سال ۲۰۰۳ در شرکت جگوار لندرور آغاز کرد و در طول ۳ سال فعالیت در این شرکت، خودروهایی نظیر رنجروور ایواک را با همراهی تیم طراحی خلق کرد. پس از آن در سال ۲۰۰۶ به استودیوی طراحی جنرال موتورز در بریتانیا پیوست و به عنوان عضوی از تیم، مدل‌هایی را برای کادیلاک، هامر، بیوک و شورلت کوروت طراحی نمود. سپس در سال ۲۰۰۹ به‌عنوان طراح ارشد به شرکت مک‌لارن وارد شد و پس از ارتقا به مقام سرپرست طراحی در سال ۲۰۱۵، در نهایت در سال ۲۰۱۷ به مدیریت بخش طراحی مک‌لارن منصوب شد.
از جمله خودروهایی که توسط وی طراحی شده یا او در روند طراحی آن‌ها نقش مهمی داشته‌است، می‌توان به خودروی مفهومی کادیلاک کانورژ، مک‌لارن ۶۵۰اس، مک‌لارن ۷۲۰اس و مک‌لارن پی۱ اشاره کرد.

## زندگی شخصی
ملویل در میان دو برادر دیگرش، جوان‌ترین فرزند خانواده است. پدر او یک مهندس بود و علاقهٔ زیادی به خودروها داشت؛ و ملویل، ورود خود به حرفهٔ طراحی خودرو را وابسته به راهنمایی‌های پدرش و نیز مشاور تحصیلی‌اش در مدرسه، که یک طراح موتورسیکلت سابق بود، می‌داند. او با راهنمایی مشاور مدرسه به کالج هنر رفت و پس از آن برای گذراندن یک دورهٔ تحصیلی در زمینهٔ طراحی وسایل نقلیه به دانشگاه هادرزفیلد پیوست. این دورهٔ آموزشی بعداً تعطیل شد و ملویل پس از آن وارد کالج سلطنتی هنر لندن شد. در طول ۲ سال تحصیل در رشتهٔ طراحی حمل و نقل در این دانشگاه، شرکت جگوار لندرور هزینه‌های تحصیل و اسکان او در لندن را پرداخت می‌کرد تا در نهایت پس از فارغ‌التحصیلی در سال ۲۰۰۳، وی به عنوان یک طراح به این شرکت خودروسازی پیوست.

## دوران حرفه‌ای
ملویل فعالیت حرفه‌ای خود را در سال ۲۰۰۳ در بخش طراحی پیشرفتهٔ شرکت جگوار لندرور آغاز کرد. وی پس از آن در سال ۲۰۰۶ به عنوان طراح ارشد به عضویت تیم طراحی پیشرفتهٔ شرکت جنرال موتورز در بریتانیا درآمد. او در سال ۲۰۰۹ و طی یک تماس تلفنی از سوی فرانک استیفنسون، که در آن زمان مدیر طراحی شرکت مک‌لارن بود، به مصاحبه برای ورود به بخش طراحی این شرکت دعوت شد و پس از ۶ ماه سرانجام به عنوان طراح ارشد برگزیده شد و در همان سال به مک‌لارن پیوست. سمت او در سال ۲۰۱۵ به سرپرست بخش طراحی ارتقاء یافت و سپس در ۳۰ مهٔ ۲۰۱۷، شرکت مک‌لارن اعلام کرد که با خروج استیفنسون از این شرکت، رابرت ملویل به عنوان مدیر جدید بخش طراحی مک‌لارن منصوب شده‌است.
ملویل در زمان فعالیت در جگوار لندرور، در طراحی خودروی رنجروور ایواک نقش داشت و سپس در تیم طراحی جنرال موتورز بر روی مدل‌هایی برای کادیلاک، هامر، بیوک و شورلت کوروت کار می‌کرد. پروژهٔ دیگری که طراحی آن در زمان اشتغال او در جنرال موتورز انجام گرفت، مدل مفهومی کادیلاک کانورژ بود. ملویل که کمی پیش از رونمایی از خودروی مک‌لارن ۱۲سی در سال ۲۰۰۹ وارد شرکت مک‌لارن شده‌بود، نقشی در روند طراحی این خودرو نداشت. اما پس از آن تیم طراحی را در خلق مدل‌های ۵۷۰اس، ۶۵۰اس و پی۱ همراهی کرد. طراحی خودروهای ۷۲۰اس و سنا، و همچنین مدل جدید جی‌تی نیز از دیگر پروژه‌های انجام شده توسط ملویل بوه‌اند.